# الدويم

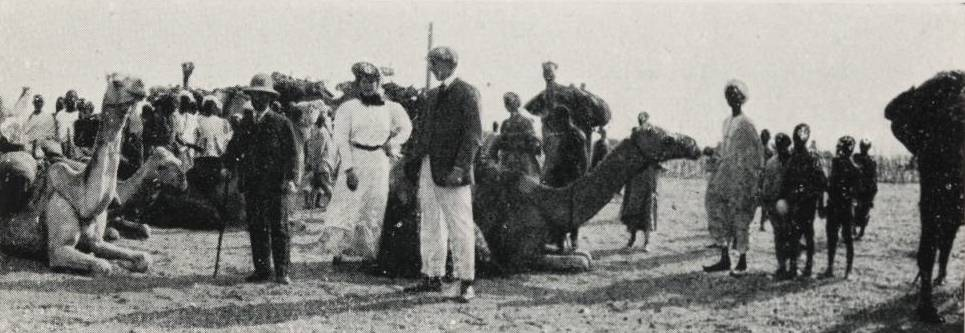
سوق الجمال سنة 1906م

الدويم مدينة تقع على الضفة الغربية للنيل الأبيض في ولاية النيل الأبيض بالسودان، الدويم كانت قرية صغيرة ايام المهديةوقد مر عليها المهدي ابان حملته لفتح الخرطوم. هي المدينة الثانية من حيث الأهمية والحجم بعد كوستي في ولاية النيل الابيض وعلى مسافة 190 كيلومتر (118 ميل) تقريباً من الخرطوم، اغلب سكان الدويم من قبائل الحسانية والكواهلة والجموعية ...  وتتوسط منطقة غنية بمواردها الزراعية والحيوانية والمائية، وتعتبر مركزاً مهماً لتجارة المحاصيل الزراعية والرعوية. وقد لعبت دوراً في التاريخ السياسي والتطور التعليمي بالسودان.

## التعليم
تعتبر الدويم منارة التعليم في السودان، وارتبط اسمها ببداية التوسع التعليمي في السودان إبان الحكم الثنائي حيث إنشئت فيها مدرسة الدويم الريفية المتوسطة في عام 1908 م، ومن أشهر المعالم التربوية بالمدينة معهد التربية بخت الرضا الذي أنشأه الإنجليز في عام 1934 لتدريب المعلمين وتأهيلهم وضمّ شعبة مهمة لتطوير مناهج التعليم السودانية. وهو بذلك يعد واحد من أبرز المؤسسات التعليمية في السودان والمنطقة العربية، تلقت فيه العديد من الشخصيات السودانية المهمة تعليمها، إلى جانب معظم رواد التعليم والفكر في السودان أمثال البروفسير عبد الله الطيب والشعراء أحمد محمد صالح ومبارك المغربي والسر دوليب. 
أصبح المعهد يضم اليوم جامعة بخت الرضا.
هناك معاهد تعليمية ومهنية أخرى بالدويم منها معهد الدويم الحرفي. 
وتوجد بالمدينة عدة مدارس في مختلف مراحلها، منها:

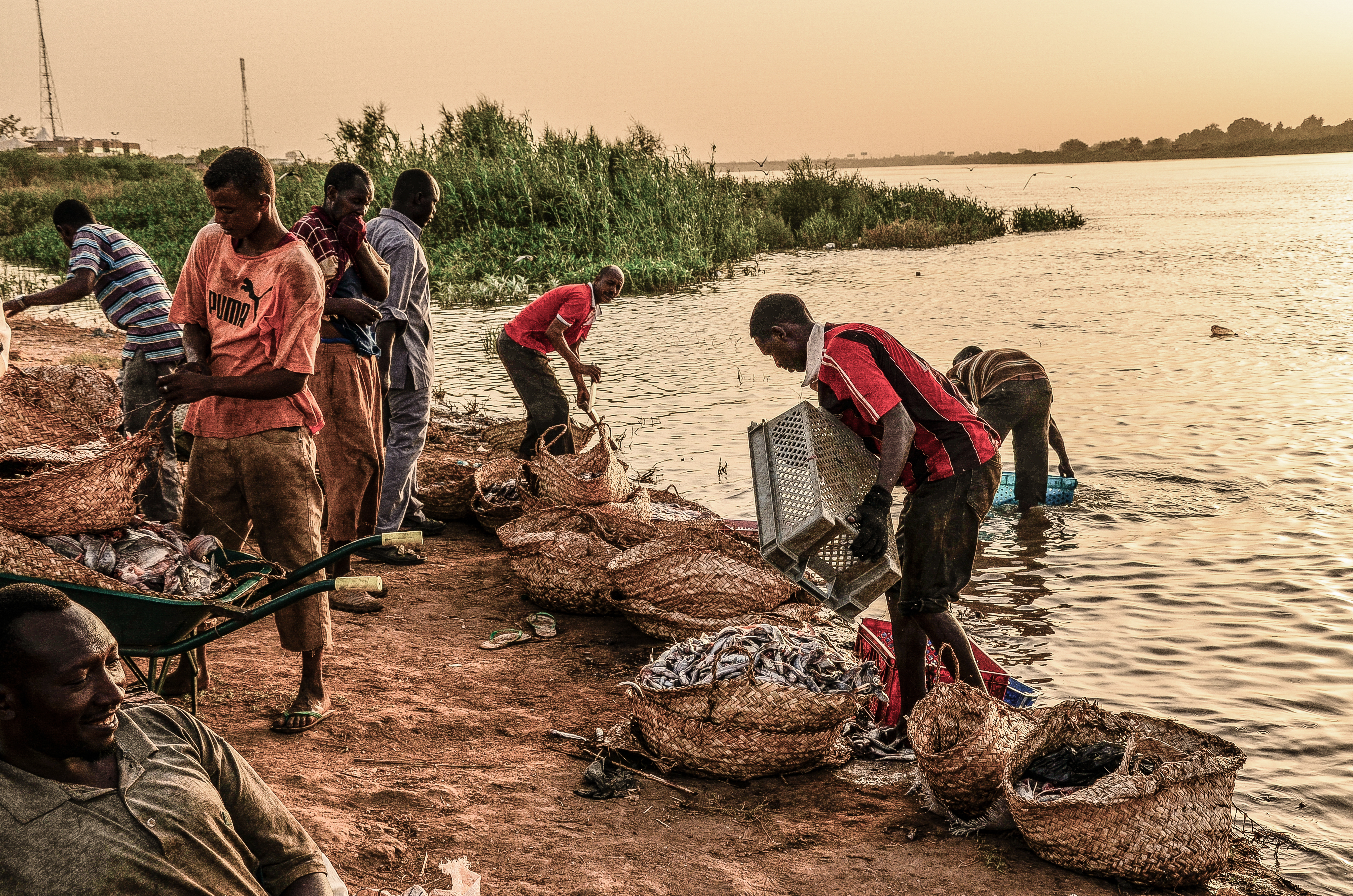
صيد الاسماك ما تشتهر به مدينة الدويم

- المدرسة النموذجية الريفية للبنين.
- مدرسة النيل الأبيض الثانوية للبنين
- مدرسة صفية الثانوية للبنات
- مدرسة الزهراء
- مدرسة النهضة (روتو سابقاً)
- مدرسة خليل الشعبية الثانوية للبنين
- مدرسة الأميرية الثانوية للبنات
- مدرسة الشهداء
- مدرستا أبوبكر وعمر النموذجيتان

## النشاط الإقتصادي
تشتهر الدويم بصناعة الجبنة البيضاء والفسيخ كما أنها تضم عدة مشاريع زراعية.
ويتمثل القطاع الصناعي مصنع النسيج ومحلج القطن ومصنع الزيوت (مصنع نديم) ومعاصر أخرى حديثة وتقليدية للحبوب الزيتية كالسمسم والفول السوداني وبذرة القطن، بالإضافة إلى الصناعات الجلدية خاصة صناعة الأحذية البلدية المعروفة باسم المراكيب (المفرد مركوب).
وتعتبر مدينة الدويم بمثابة سوق مركزية للكثير من بلدات النيل الأبيض وقراه حيث توفر لها خدمات التعليم والرعاية الصحية إلى جانب التسوق وشراء البضائع والسلع. ومن تلك البلدات والقرى شبشة، ووكرة، ومبروكة، والترعة وغيرها.

## الأحياء السكنية
من الحي الأول حتى الحي السادس عشر
1. شندي فوق أو الامتداد (الحي الثالث عشر)
2. الثورة (الحي الرابع)
3. الثورة (الحي السادس والسابع)
4. الثورة (الحي التاسع)
5. الطلحة
6. أبو جابرة
7. مبروكة
8. بخت الرضا
9. ضرب نار أو حي الإنقاذ
10. الرابعة
11. الوحدة (الحي الحادي عشر روتو سابقاً)
12. حي الموظفين (الحي الثامن)
13. القشلاق (الحي الثامن)
14. التخديرة (الحي الأول والثالث)
15. حلة البحر (الحي الأول)
16. حي العودة (ال22)
17. حلة سالم
18. السريحة
19. الدرجة
20. المزاد
21. بخت الرضاء
22. مبروكة

### أهم قرى محلية
1. جزيرة ام جر
2. اللعوت ود البر
3. شبشة الشيخ برير
4. الكريدة
5. الزريقة
6. العويصية
7. ضهر جهينة
8. وكرة
9. ابنايت
10. الانقاذ أو (ضرب نار سابقاً)

[ما هي؟]
==الرياضة==
يوجد بالدويم استاد محلي قديم هو دار الرياضة، لخدمة فرق رياضية لكرة القدم ومنها:
- المريخ
- الوطن
- الأشبال
- الرابطة
- النجوم
- فريق الهلال
- الشاطئ
- الثوار
- التحرير
- الأمير
- الجهاد
- الوطن
- النجوم
- البردة
- الزهرة
- الوكرة (النجم الأحمر)
- الصقر الأسود
- حي العودة- شمال
- التاج

## الرعاية الصحية
هناك مستشفى تعليمي واحد مرتبط بكلية طب بخت الرضا، كما توجد أعداد من المراكز الصحية الحكومية والخاصة في مختلف الأحياء، بالاضافة إلى العيادات الخارجية الخاصة..

بخت الرضا من معالم مدينة الدويم

## معالم المدينة
يعتبر معهد التربية بخت الرضا أبرز معالم المدينة، فضلاً عن المنتزه العام الذي يقع على الضفة الغربية للنيل الذي يكشف سحر جماله عند انخفاض منسوب المياه، حيث تشكل الرمال الذهبية والبيضاء الممتدة على طول على ضفتيه شاطئاً طبيعياً لكل سكان المدينة وزوارها. كما تعبر المدينة الجامعية (بخت الرضا) من أبرز معالم المدينة.

## النقل والإتصالات
يربط الدويم بالعاصمة الخرطوم طريق الخرطوم - كوستي مروراً عبر جسر الشهيد نصر الدين الذي يربط المدينة بالضفة الشرقية للنيل الأبيض والذي تم افتتاحه في عام 2010 م.

## حالة الطقس في الدويم
| البيانات المناخية لـالدويم   | البيانات المناخية لـالدويم | البيانات المناخية لـالدويم | البيانات المناخية لـالدويم | البيانات المناخية لـالدويم | البيانات المناخية لـالدويم | البيانات المناخية لـالدويم | البيانات المناخية لـالدويم | البيانات المناخية لـالدويم | البيانات المناخية لـالدويم | البيانات المناخية لـالدويم | البيانات المناخية لـالدويم | البيانات المناخية لـالدويم | البيانات المناخية لـالدويم |
| الشهر                        | يناير                      | فبراير                     | مارس                       | أبريل                      | مايو                       | يونيو                      | يوليو                      | أغسطس                      | سبتمبر                     | أكتوبر                     | نوفمبر                     | ديسمبر                     | المعدل السنوي              |
| ---------------------------- | -------------------------- | -------------------------- | -------------------------- | -------------------------- | -------------------------- | -------------------------- | -------------------------- | -------------------------- | -------------------------- | -------------------------- | -------------------------- | -------------------------- | -------------------------- |
| متوسط درجة الحرارة الكبرى °ف | 88.3                       | 91.8                       | 99.1                       | 104.2                      | 106.2                      | 103.1                      | 97.2                       | 94.3                       | 97.7                       | 100.6                      | 95.7                       | 90.0                       | 97.4                       |
| متوسط درجة الحرارة الصغرى °ف | 61.3                       | 63.9                       | 68.0                       | 74.1                       | 75.7                       | 77.5                       | 77.0                       | 74.5                       | 75.0                       | 75.7                       | 69.8                       | 64.2                       | 71.4                       |
| معدل هطول الأمطار إنش        | 0                          | 0                          | 0.00                       | 0.00                       | 0.23                       | 0.87                       | 2.59                       | 3.92                       | 1.50                       | 0.20                       | 0.02                       | 0.0                        | 9.33                       |
| متوسط درجة الحرارة الكبرى °م | 31.3                       | 33.2                       | 37.3                       | 40.1                       | 41.2                       | 39.5                       | 36.2                       | 34.6                       | 36.5                       | 38.1                       | 35.4                       | 32.2                       | 36.3                       |
| متوسط درجة الحرارة الصغرى °م | 16.3                       | 17.7                       | 20.0                       | 23.4                       | 24.3                       | 25.3                       | 25.0                       | 23.6                       | 23.9                       | 24.3                       | 21.0                       | 17.9                       | 21.9                       |
| معدل هطول الأمطار مم         | 0                          | 0                          | 0.1                        | 0.1                        | 5.8                        | 22.1                       | 65.8                       | 99.6                       | 38.1                       | 5.2                        | 0.4                        | 0.0                        | 237.2                      |
| متوسط الرطوبة النسبية (%)    | 31                         | 26                         | 22                         | 21                         | 26                         | 36                         | 51                         | 58                         | 50                         | 39                         | 30                         | 34                         | 35                         |
| ساعات سطوع الشمس الشهرية     | 341                        | 319                        | 372                        | 420                        | 434                        | 450                        | 434                        | 403                        | 360                        | 372                        | 330                        | 341                        | 4٬576                      |
| المصدر:                      |                            |                            |                            |                            |                            |                            |                            |                            |                            |                            |                            |                            |                            |